# Samsung Galaxy Z Fold 2
O Samsung Galaxy Z Fold 2 (estilizado como Samsung Galaxy Z Fold2 ) é um smartphone dobrável baseado em Android desenvolvido pela Samsung Electronics para sua série Samsung Galaxy Z, sucedendo o Samsung Galaxy Fold. Foi anunciado em 5 de agosto de 2020 juntamente com o Samsung Galaxy Note 20, o Samsung Galaxy Tab S7, o Galaxy Buds Live e o Galaxy Watch 3. Mais tarde, a Samsung revelou detalhes de preços e disponibilidade em 1 de setembro.

## Especificações

### Design
Ao contrário do Fold original, que tinha uma tela inteiramente de plástico, a tela é protegida por um "vidro ultrafino" 30 µm (0.0012 in) de espessura com uma camada de plástico como o Z Flip, fabricado pela Samsung com materiais da Schott AG; O Gorilla Glass convencional é usado para os painéis traseiros com uma moldura de alumínio. O mecanismo de dobradiça também foi emprestado do Z Flip, usando fibras de náilon projetadas para impedir a entrada de poeira; ele é autossustentável de 75 a 115 graus. O botão liga/desliga está embutido na moldura e funciona como sensor de impressão digital, com o botão de volume localizado acima. O aparelho virá em duas cores, Mystic Bronze e Mystic Black, além de um modelo Thom Browne de edição limitada. Em regiões selecionadas, os usuários poderão personalizar a cor da dobradiça ao fazer o pedido do celular no site da Samsung.

### Hardware
O Galaxy Z Fold 2 contém duas telas: sua tampa frontal usa uma tela de 6,23 polegadas no centro com bordas mínimas, significativamente maior do que a tela de 4,6 polegadas de seu predecessor, e o dispositivo pode ser dobrado e aberto para expor uma tela de 7,6 polegadas, com um recorte circular no centro superior direito substituindo o entalhe junto com uma borda mais fina.. Ambas as telas suportam o HDR10 +; o display interno se beneficia de uma taxa de atualização adaptativa de 120 Hz como a série S20 e o Note 20 Ultra.
O dispositivo tem 12 GB de RAM LPDDR5 e 256 ou 512 GB de UFS 3.1 não expansível. O Z Fold 2 possui um Qualcomm Snapdragon 865+, que é usado em todas as regiões (ao contrário de outros telefones Samsung que foram divididos entre Snapdragon e chips Exynos da Samsung dependendo do mercado). Ele usa duas baterias divididas entre as duas metades, totalizando uma capacidade um pouco maior, de 4500 mAh; o carregamento rápido é compatível com USB-C em até 25 W ou sem fio via Qi em até 11 W. O Z Fold 2 contém 5 câmeras, incluindo três lentes de câmera traseira (12 megapixels, telefoto de 12 megapixels e  ultra grande angular de 12 megapixels), bem como uma câmera frontal de 10 megapixels na frente e uma segunda câmera frontal de 10 megapixels na tela interna, omitindo o sensor de profundidade RGB secundário.

### Software
O Galaxy Z Fold 2 virá com o Android 10 e o software One UI da Samsung; por meio de um modo Multi Janela aprimorado, até três aplicativos compatíveis podem ser colocados na tela ao mesmo tempo. Os aplicativos abertos na tela menor podem expandir para seus layouts maiores orientados para tablet quando o usuário abre o dispositivo. Além disso, os aplicativos suportados agora obterão automaticamente uma visualização em tela dividida com uma barra lateral e painel principal do aplicativo. Uma novidade no Z Fold 2 é a funcionalidade de tela dividida, chamada de "Modo Flex", que é compatível com certos aplicativos como YouTube e Google Duo, juntamente com aplicativos nativos da Samsung.